# Petra Schersing
Petra Müller-Schersing (Quedlinburg, 18 luglio 1965) è un'ex velocista tedesca, specializzata nei 400 metri piani e campionessa mondiale ed europea della staffetta 4×400 metri.

## Palmarès
| Anno | Manifestazione   | Sede         | Evento      | Risultato  | Prestazione | Note                  |
| ---- | ---------------- | ------------ | ----------- | ---------- | ----------- | --------------------- |
| 1983 | Europei juniores | Schwechat    | 400 metri   | Argento    | 51"79       |                       |
| 1986 | Europei indoor   | Madrid       | 400 metri   | Argento    | 51"59       |                       |
| 1986 | Europei          | Stoccarda    | 400 metri   | Bronzo     | 49"88       |                       |
| 1986 | Europei          | Stoccarda    | 4×400 metri | Oro        | 3'16"87     | Record dei campionati |
| 1987 | Mondiali indoor  | Indianapolis | 400 metri   | Semifinale | 52"92       |                       |
| 1987 | Mondiali         | Roma         | 400 metri   | Argento    | 49"94       |                       |
| 1987 | Mondiali         | Roma         | 4×400 metri | Oro        | 3'18"63     |                       |
| 1988 | Europei indoor   | Budapest     | 400 metri   | Oro        | 50"28       |                       |
| 1988 | Giochi olimpici  | Seul         | 400 metri   | Argento    | 49"45       |                       |
| 1988 | Giochi olimpici  | Seul         | 4×400 metri | Bronzo     | 3'18"29     |                       |
| 1990 | Europei          | Spalato      | 400 metri   | Argento    | 50"51       |                       |
| 1990 | Europei          | Spalato      | 4×400 metri | Oro        | 3'21"02     |                       |

## Altre competizioni internazionali
1987
- Coppa Europa di atletica leggera ( Praga)